# Dapsa lederi
Dapsa lederi is een keversoort uit de familie zwamkevers (Endomychidae). De wetenschappelijke naam van de soort werd in 1880 gepubliceerd door Edmund Reitter.